# Walter Wolf Racing
Walter Wolf Racing est une écurie de Formule 1 canadienne en activité entre 1977 et 1979. Fondée sur les bases de l'ancienne écurie Williams, Wolf réussit l'exploit rare de s'imposer dès son premier Grand Prix.
Le nom de l'écurie a été racheté et depuis 2008, Avelon Formula construit en Italie des prototypes d'endurance destinés aux compétitions comme le championnat VdeV, le championnat prototype italien ou les Speed Euroseries.

## Historique

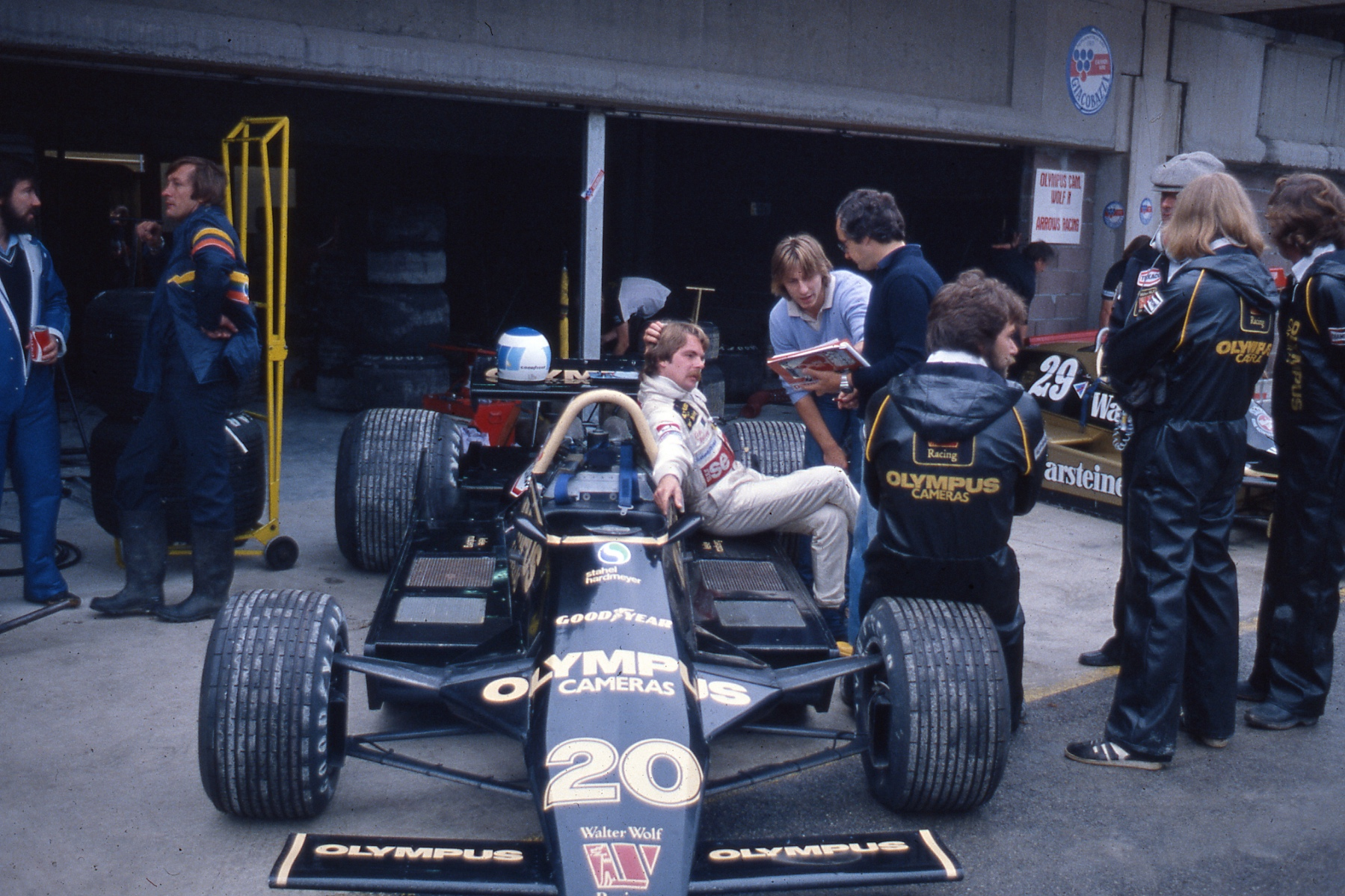
Keke Rosberg et le staff des mécaniciens Wolf à Imola en 1979.

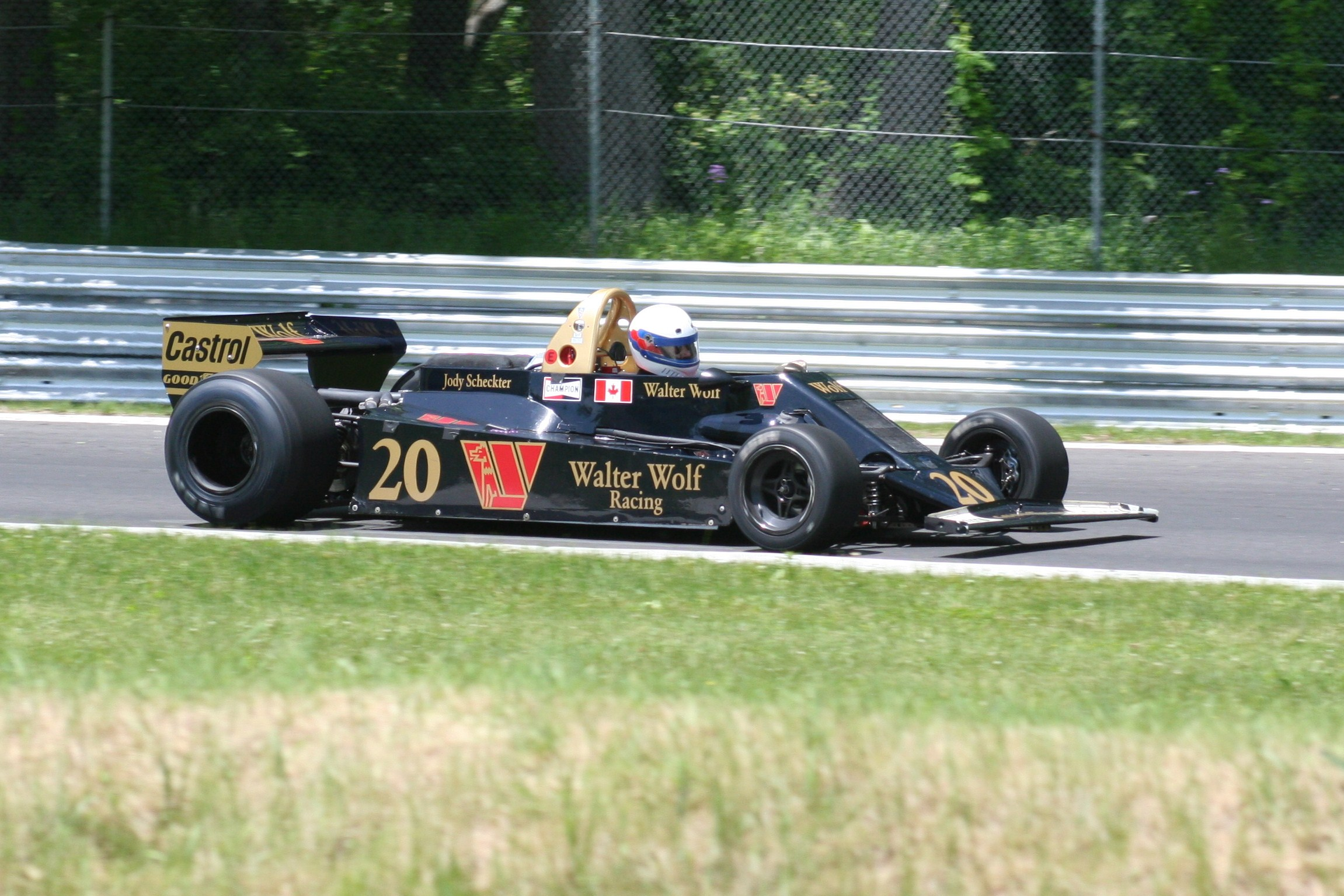
La Wolf WR6 de Jody Scheckter en démonstration à Lime Rock Park en 2009.

Wolf est fondée par l'entrepreneur canadien d'origine autrichienne Walter Wolf. Passionné de sport automobile, il se lance en 1975 en tant que mécène de la modeste écurie Williams puis, en 1976, rachète à Frank Williams la majorité des parts de l'écurie. L'équipe, rebaptisée Wolf-Williams, engage des châssis Hesketh. L'association entre Wolf et Williams ne dure qu'un an : fin 1976, Walter Wolf rachète la totalité de l'écurie et se sépare de Frank Williams. L'écurie devient alors officiellement « Walter Wolf Racing ».
En 1977, pour sa première saison dans la discipline en tant qu'écurie à part entière, Walter Wolf s'est donné les moyens de réussir. Il peut compter sur un staff technique de qualité avec notamment Harvey Postlethwaite et a attiré un pilote de premier plan, le Sud-Africain Jody Scheckter. Dès le premier Grand Prix de la saison, en Argentine, Scheckter s'impose ; pareil exploit ne s'était produit dans l'histoire du championnat du monde qu'en 1954 avec les débuts victorieux de Mercedes et de la Mercedes-Benz W196. Si cette victoire doit un peu à la chance, il ne s'agit nullement d'un exploit isolé comme le prouvent les deux autres victoires de Scheckter à Monaco et au Canada et sa deuxième place finale au championnat du monde des pilotes.
La saison 1978 est plus délicate pour l'équipe qui, malgré son engagement sur la voie de l'effet de sol, ne réitère pas les exploits de la saison précédente. Scheckter termine septième du championnat et quitte l'écurie en fin de saison pour rejoindre la Scuderia Ferrari où il sera sacré champion du monde. Pour le remplacer, Walter Wolf, qui contrairement à la plupart des équipes de pointe n'engage qu'une seule voiture, fait appel en 1979 à l'ancien champion du monde James Hunt. Partiellement démotivé, ce dernier jette l'éponge au bout de quelques courses, dépité par les faibles performances de la voiture. Malgré toute sa hargne, son remplaçant Keke Rosberg ne fait guère mieux et Wolf termine la saison sans avoir inscrit de point au championnat.
Après seulement trois saisons, Walter Wolf décide alors de stopper l'activité de son écurie.

## Résultats en championnat du monde de Formule 1
| Saison | Écurie                      | Châssis                                      | Moteur           | Pneus    | Pilotes                                 | Grands Prix disputés | Points inscrits | Classement |
| ------ | --------------------------- | -------------------------------------------- | ---------------- | -------- | --------------------------------------- | -------------------- | --------------- | ---------- |
| 1977   | Walter Wolf Racing          | Wolf WR1 Wolf WR2 Wolf WR3                   | Ford-Cosworth V8 | Goodyear | Jody Scheckter                          | 17                   | 55              | 4e         |
| 1978   | Walter Wolf Racing          | Wolf WR1 Wolf WR3 Wolf WR4 Wolf WR5 Wolf WR6 | Ford-Cosworth V8 | Goodyear | Jody Scheckter Bobby Rahal Keke Rosberg | 16                   | 24              | 5e         |
| 1979   | Olympus Cameras Wolf Racing | Wolf WR7 Wolf WR8 Wolf WR9 Wolf WR8/9        | Ford-Cosworth V8 | Goodyear | James Hunt Keke Rosberg                 | 14                   | 0               | Non classé |

| Saison | Écurie                    | Châssis           | Moteur           | Pneus    | Pilotes      | Grands Prix disputés |
| ------ | ------------------------- | ----------------- | ---------------- | -------- | ------------ | -------------------- |
| 1978   | Theodore Racing Hong Kong | Wolf WR3 Wolf WR4 | Ford-Cosworth V8 | Goodyear | Keke Rosberg | 4                    |